# Verordnung (EU) Nr. 910/2014 (eIDAS-Verordnung)
Die eIDAS-Verordnung (englisch electronic IDentification, Authentication and trust Services) ist eine Verordnung der Europäischen Union, deren Ziel die Regelung von "elektronischen Identifizierungs- und Vertrauensdiensten für elektronische Transaktionen" ist.
Die eIDAS-Verordnung wurde durch die Verordnung (EU) 2024/1183 des Europäischen Parlaments und des Rates vom 11. April 2024 (eIDAS 2.0) grundlegend geändert. Hauptzweck der Änderung ist die Einführung einer freiwilligen digitalen Brieftasche (Europäische digitale Identität), die die Mitgliedstaaten auf Antrag der Unionsbürger ausstellen müssen. Das Recht jeder Person auf Zugang zu digitalen Technologien, Produkten und Dienstleistungen, die sicher und so konzipiert sind, dass sie den Schutz der Privatsphäre gewährleisten, soll durch eIDAS 2.0 verwirklicht werden.

## Europäische Ebene

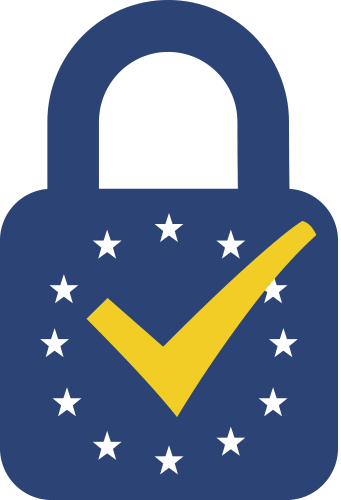
EU-Vertrauenssiegel für qualifizierte Vertrauensdiensteanbieter

Die eIDAS-Verordnung regelt europaweit den Einsatz von Vertrauensdiensten und elektronischer Identifizierung. Die Verordnung trat am 17. September 2014 in Kraft und gilt überwiegend seit dem 1. Juli 2016 (Art. 52 der Verordnung). Weitere Teile gelten mit Anwendung der Durchführungsrechtsakte. Im Jahr 2020 hat die EU-Kommission die eIDAS-Verordnung einem Review unterzogen. Am 3. Juni 2021 hat die EU-Kommission einen Entwurf zur Weiterentwicklung der eIDAS-Verordnung sowie zur Etablierung sicherer digitaler Identitäten für EU-Bürger veröffentlicht. Der Überarbeitungsprozess ist noch nicht abgeschlossen (Stand Oktober 2023). Zwischenzeitlich erfolgte mit der Richtlinie (EU) 2022/2555 (NIS-2) vom 14. Dezember 2022, umzusetzen bis zum 18. Oktober 2024, eine Änderung der eIDAS-Verordnung.

## Inhalt
Die eIDAS-Verordnung regelt:

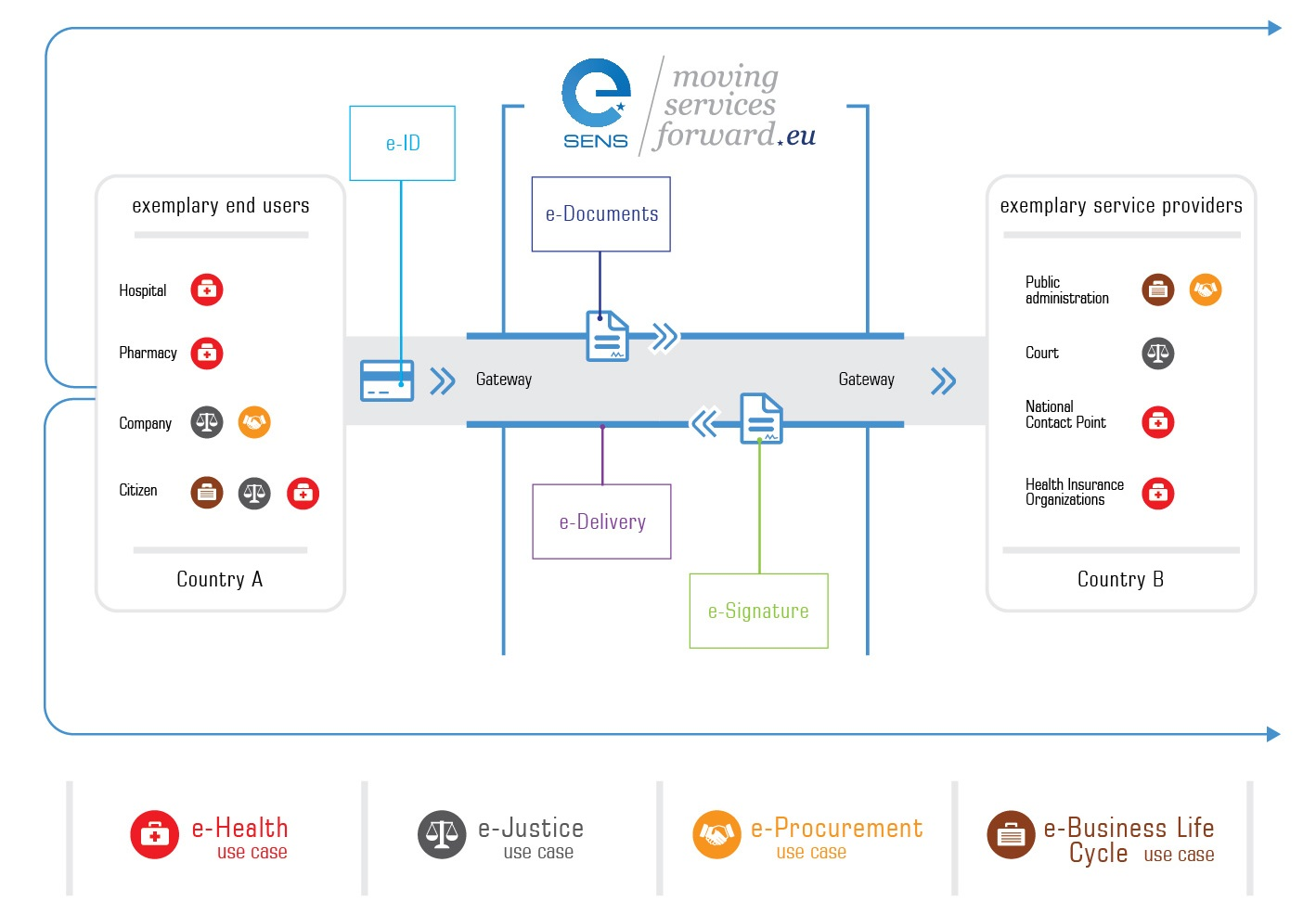
Der einheitliche EU-Digitalmarkt und die Ermöglichung von grenzüberschreitenden öffentlichen Dienstleistungen.

- Anforderungen an qualifizierte Vertrauensdiensteanbieter
- Dienste für elektronische Einschreiben
- elektronische Identifizierung

- elektronische Signaturen
- elektronische Siegel

- elektronische Zeitstempel
- EU Digital Identity Wallet – Europäische Brieftaschen für die Digitale Identität
- Validierung und Bewahrung von qualifizierten elektronischen Siegeln und Signaturen
- Vertrauensdienste
- Zertifikate für die Website-Authentifizierung

## Durchführungsrechtsakte
Die eIDAS-Verordnung wird auf EWR-Ebene durch Durchführungsrechtsakte konkretisiert.
- Die Durchführungsverordnung (EU) 2015/806[11] spezifiziert die Form eines visuellen EU-Vertrauenssiegels für qualifizierte Vertrauensdienste,
- der Durchführungsbeschluss (EU) 2015/1505[12] Formate für Vertrauenslisten, in denen Informationen über Vertrauensdiensteanbieter (VDA) und die von ihnen erbrachten Vertrauensdienste von der zuständigen Stelle jedes Mitgliedstaats bereitgestellt werden,
- der Durchführungsbeschluss (EU) 2015/1506[13] legt Formate fortgeschrittener elektronischer Signaturen und fortgeschrittener Siegel fest, die von öffentlichen Stellen anerkannt werden und
- der Durchführungsbeschluss (EU) 2016/650[14] legt Normen für die Sicherheitsbewertung qualifizierter Signatur- und Siegelerstellungseinheiten fest.

## Nationale Ebene

### Deutschland
Die zur Verordnung notwendigen nationalen Regelungen wurden mit Wirkung zum 29. Juli 2017 durch das eIDAS-Durchführungsgesetz getroffen, insbesondere das mit Artikel 1 erlassene Vertrauensdienstegesetz (VDG). Das frühere Signaturgesetz trat damit ebenfalls am 29. Juli 2017 außer Kraft. Später wurde eine für das VDG ausgestaltende Vertrauensdiensteverordnung am 15. Februar 2019 erlassen (BGBl. I S. 114).

### Österreich
Am 1. Juli 2016 trat die Signaturrichtlinie und das Signaturgesetz (SigG) außer Kraft, seitdem ist in Bezug auf Signatur- und Vertrauensdienste die eIDAS-Verordnung anzuwenden.

## Nationale Ebene außerhalb der Europäischen Union

### Schweiz
Die Schweiz hat die EU-Verordnung nicht direkt übernommen, aber ihr Bundesgesetz ZertES an die eIDAS angelehnt. Die existierenden Unterschiede führten im Jahr 2021 zu einem Streitfall in der Dimension von Milliarden Schweizerfranken.

## Kritik
Epicenter.works kritisiert, dass jede Transaktion mit der Digitalen ID aufgezeichnet wird und damit den Regierungen die Möglichkeit gegeben wird, alles auf einem panoptischen Level zu überwachen, was die Nutzer mit der ID machen, z. B. im Bereich der Gesundheit, des Verkehrs, der Finanzen oder im Internet. Damit wird die Anonymität im Internet untergraben, und es besteht die Gefahr des Missbrauchs gegen bestimmte Gruppen der Gesellschaft. Es wird auch kritisiert, dass die Verordnung erlaubt, dass der Source Code im Backend aus gerechtfertigten Gründen, besonders zu Sicherheitszwecken, nicht Open Source sein muss. Art. 5a Abs. 3 eIDAS VO schreibt vor, dass Anwendungssoftwarekomponenten von europäischen Brieftaschen für die Digitale Identität unter einer Open-Source-Lizenz stehen müssen und erlaubt den Mitgliedsstaaten in hinreichend begründeten Fällen vorzuschreiben, dass der Quellcode bestimmter Komponenten, die nicht auf den Geräten des Nutzers installiert sind, nicht offengelegt wird.